# Agrostis nevskii
Agrostis nevskii là một loài thực vật có hoa trong họ Hòa thảo. Loài này được Tzvelev mô tả khoa học đầu tiên năm 1969 publ. 1970.